# بونیوم پرسیکوم
بونیوم پرسیکوم (نام علمی: Bunium persicum) نام یک گونه از تیره چتریان است. این‌گونه پیشتر در جنس زیره سیاه اروپایی (سرده) رده‌بندی شده بود و از خویشاوندان زیره سبز (Cuminum cyminum) است. این‌گونه همچنین از خویشاوندان نزدیک گونه بونیوم بالبوکاستانوم است که گاه به نام زیره سیاه به شکل ادویه و سبزی مورد استفاده قرار می‌گیرد.